# Q́
Cette page contient des caractères spéciaux ou non latins. S’ils s’affichent mal (▯, ?, etc.), consultez la page d’aide Unicode.
Q́ (minuscule : q́), ou Q accent aigu, est un graphème utilisé dans l’alphabet chimane de Wayne Gill. Il s’agit de la lettre Q diacritée d'un accent aigu.

## Utilisation
En chimane, selon l’orthographe de Wayne Gill, le ‹ q́ › est utilisé dans le digramme ‹ q́u ›.

## Représentations informatiques
Le Q accent aigu peut être représenté avec les caractères Unicode suivants :
- décomposé (latin de base, diacritiques) :

| formes    | représentations | chaînes de caractères | points de code | descriptions                                      |
| --------- | --------------- | --------------------- | -------------- | ------------------------------------------------- |
| capitale  | Q́               | Q◌́                    | U+0051 U+0301  | lettre majuscule latine q diacritique accent aigu |
| minuscule | q́               | q◌́                    | U+0071 U+0301  | lettre minuscule latine q diacritique accent aigu |